# Catecolo 1,2-diossigenasi
La catecolo 1,2-diossigenasi è un enzima appartenente alla classe delle ossidoreduttasi, che catalizza la seguente reazione:
catecolo + O2 ⇄ cis,cis-muconato
L'enzima richiede Fe3+. È coinvolto nel metabolismo dei composti nitro-aromatico di un ceppo di Pseudomonas putida.